# 台灣體育
| \| 本條目屬於 臺灣系列 \| |
| 前往臺灣主題頁 |
| 臺灣概況 - 經濟 • 政治 • 法律 • 人權 • 能源 • 交通 行政區劃 • 城市 • 政府 • 政黨 • 選舉 • 總統 • 外交 軍事 • 族群 • 人口 • 公民 • 原住民族 • LGBT權益 臺海現狀 • 臺灣問題 |
| 臺灣文化 （總覽） - 文學 • 料理 • 茶藝 • 小吃 • 夜市 • 郵票 建築 • 語言 • 宗教 • 葬禮 • 古蹟 • 遺址 • 國寶 民俗文物 • 節日 • 教育 • 體育 • 媒體 • 眷村 文化活動 • 觀光 • 購物中心 • 百貨公司 世界遺產潛力點 • 歷史建築百景 • 流行文化                                                    |
| 臺灣藝術 （總覽） - 音樂 • 漫畫 • 動畫 • 電影 • 攝影 • 舞蹈 戲劇 • 臺劇 |
| 臺灣地理 （總覽） - 天文 • 氣候 • 地質 • 地震 • 斷層 • 火山 • 生態 濕地 • 山峰 • 山脈 • 湖泊 • 水庫 • 河流 • 溫泉 島嶼 • 海岸 • 特殊生物 • 保育生物 • 生態環境 自然保護區 • 國家公園 • 森林遊樂區 縣市級風景特定區 • 直轄市級風景特定區 國家級風景特定區                                 |
| 臺灣歷史 （詳細） - 史前時期(-1624)↓理蕃政策(1933) 原住民聯盟與政權↓奧蘭治城包圍戰(1662)↓澎湖海戰(1683)↓馬關條約(1895)↓日本投降(1945) 荷屬福爾摩沙/西屬艾爾摩莎 鄭氏政權清治時期 日治時期 戰後時期 │1624│1649│1674│1699│1724│1749│1774│1799│1824│1849│1874│1899│1924│1949│1974│1999│2024 |
| 閱 • 論 • 编 |
| 本條目屬於 臺灣系列 |

中華民國的體育由教育部體育署主管全國體育事務，各直轄市、縣市政府則由教育局或體育局主管體育事務。目前實力具國際水準的運動種類包括棒球、壘球、跆拳道、撞球、網球、軟式網球、羽球、桌球、射擊、射箭、巧固球、保齡球等。而在民間，較為普及的運動種類尚有籃球、排球等。
受到中華人民共和國的「一個中國」政策影響，中華民國政府幾乎無法以主權國家的名義參與各種國際活動，因此多以「中華台北」為名參加國際體育競賽。

## 國家政策
中華民國有關體育與運動事務的最高主管機關是教育部體育署。相較於其他在國際體壇上表現優異的國家，中華民國政府並不重視體育，體育政策也不完善，在體委會時期、預算一年僅有一百億。在基本教育中，並不重視體育課程，體育課程時數每週約80分鐘至100分鐘左右，遠低於歐美先進國家每週的150至180分鐘，體育課的內容多為籃球、排球、躲避球和棒球等，種類十分貧乏，而且經常有被其它科目如英文課、數學課「借用」的情形。
此外，在過去至最近幾年中華民國對待國手不佳事件頻傳，以世界排球聯賽的選手為例，國手每個月僅領新台幣九千五百元。搭乘飛機參與國際賽事時，大多選手都搭乘較為廉價的經濟艙，沒有廚師隨行，若當地餐廳食物品質不佳時（如不少爭議的2016年奧運會），甚至需要自備泡麵果腹。對於退休後的國手，國家也並無協助安排未來出路。
2017年興起了體育改革的風潮，也促使立法院通過《國民體育法》的修法，促使特定體育團體的制度改革。

## 社會大眾
根據教育部統計，2015年全國參與運動人口佔全國的83%，規律運動的人口為33.4%，不運動的人口為17%。在2018年的統計中，參與運動人口是83.1%，規律運動人口比例達33.5%。2021年的統計顯示，參與運動人口比例達80.2%，規律運動人口比例達33.9%。

## 历史

### 歷年成績
中華民國於大型綜合性運動會的成績
夏季：
- 夏季奧運：7金11銀18銅，36枚獎牌(亞洲第13，世界第61)
- 夏季世大運：76金86銀110銅，190枚獎牌(亞洲第4，世界第14)
- 夏季青年奧運：3金7銀4銅，14枚獎牌(亞洲第12，世界第51)
- 世界運動會：31金33銀31銅，95枚獎牌(亞洲第4，世界第16)
- 世界武搏運動會：1金1銀3銅，5枚獎牌(亞洲第9，世界第44)
- 亞洲運動會：99金144銀276銅，519枚獎牌(亞洲第10)
- 亞洲室內運動會：12金12銀24銅，48枚獎牌(亞洲第11)
- 亞洲沙灘運動會：10金21銀29銅，60枚獎牌(亞洲第12)
- 亞洲武藝運動會：4金5銀11銅，20枚獎牌(亞洲第9)
- 亞洲青年運動會：7金13銀20銅，40枚獎牌(亞洲第7)
- 聽障奧林匹克運動會：27金31銀34銅，92枚獎牌(亞洲第，世界第)
- 帕拉林匹克運動會：5金6銀13銅，24枚獎牌(亞洲第，世界第)

冬季賽事：
- 奧運最佳：第15名（1988年，男子兩人雪車）
- 亞運最佳：第4名（2017年，男子冰壺）

## 各类运动

### 球类运动

#### 棒球

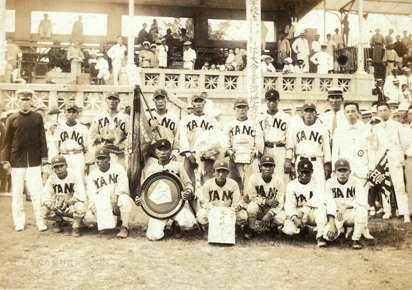
嘉義農林棒球隊於1931年贏得甲子園高校野球大會準優勝（亞軍）

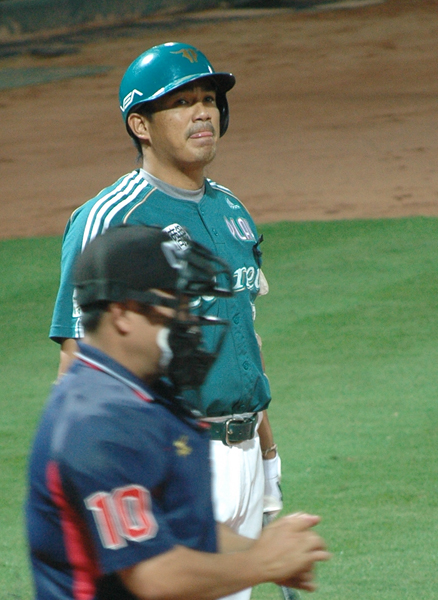
陳金鋒是首位在美國職棒大聯盟出賽的台灣球員

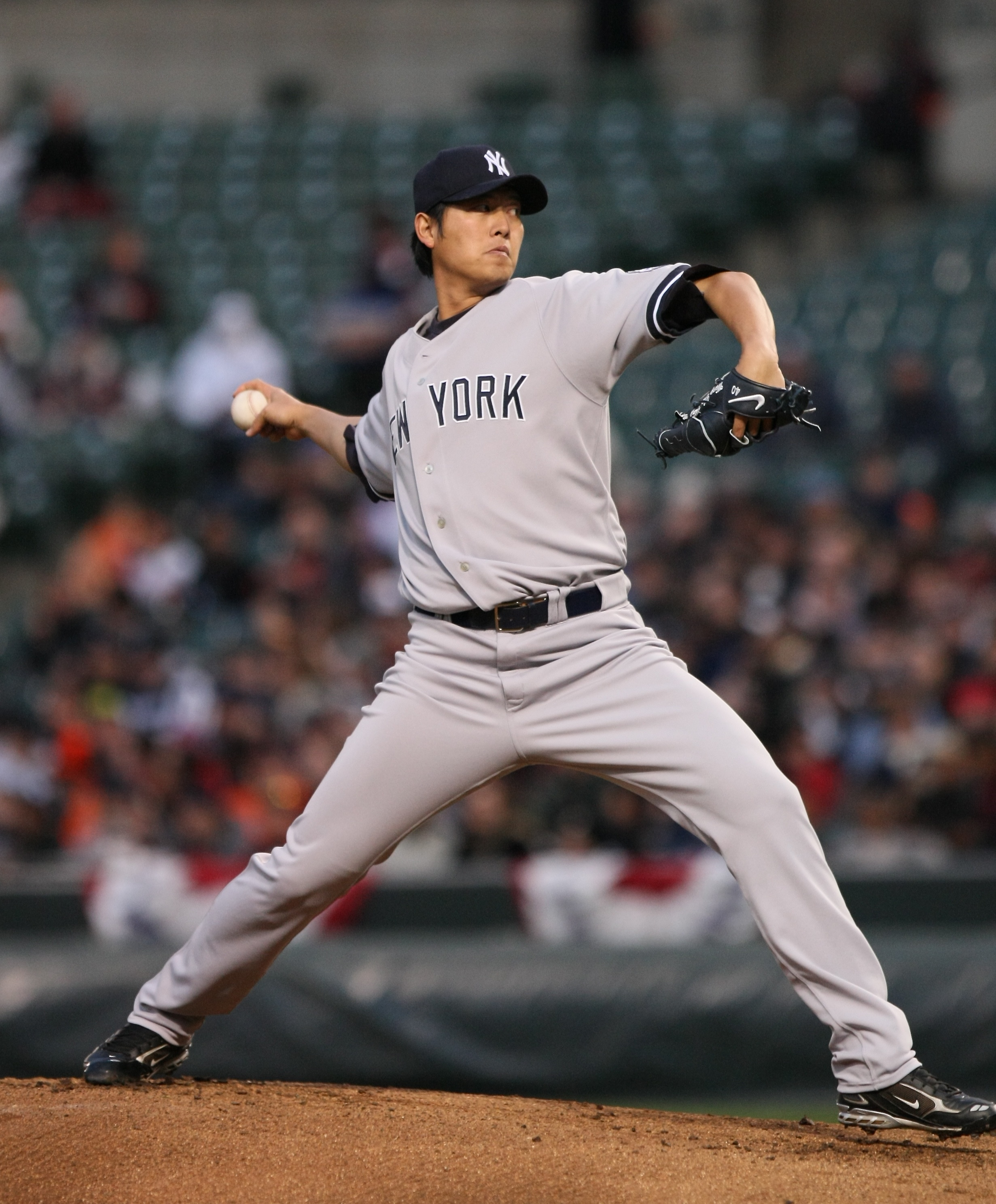
王建民是首位在美國職棒大聯盟獲得勝投王的台灣球員

棒球是台灣最受歡迎的運動，有「國球」之稱。早在日治時期的1906年，台灣就已經出現第一支棒球隊。初期只有日本人打棒球，後來逐漸有台籍選手加入。1931年，嘉義農林（今嘉義大學）棒球隊遠征日本，獲得第17回全國中等學校優勝野球大會亞軍，震驚全日本。其後有多名台灣棒球好手加入日本職棒與企業球隊，其中綽號「人間機關車」的吳昌征能投善打，退休後於1995年獲選進入野球殿堂。
1945年二戰結束後，台灣的棒球風氣依然熱絡。1968年，來自台東縣偏遠山區的紅葉少棒隊擊敗來訪的日本少棒明星隊，掀起一陣少棒狂潮。隔年全台選出的金龍少棒隊首次參加世界少棒大賽，便一舉奪得冠軍，從而開啟了台灣三級棒球的黃金時代。
在少棒方面，從1969年到1991年為止，台灣總計拿到15次冠軍；在青少棒方面，1972年首次參加世界少棒聯盟於蓋瑞城舉行的青少棒賽即奪冠，到1991年為止，20年之間共獲得17次冠軍；在青棒方面，1974年開始參加世界少棒聯盟於羅德岱堡舉行的青棒賽，到1991年為止，18年之間共獲得13次冠軍。
1980至90年代，郭源治、郭泰源及莊勝雄因為在日本的優異表現，被稱為「二郭一莊」。台灣在成棒的國際賽事表現也十分優異，1984年的洛杉磯奧運棒球表演賽中獲得銅牌。另外在1992年的巴塞隆納奧運（棒球第一次被列為正式項目）獲得銀牌。
1990年中華職棒（全名中華職棒大聯盟）正式成立，創始隊伍為味全龍、三商虎、兄弟象及統一獅，為台灣成立最早的職業棒球聯盟，也是台灣目前唯一的職業棒球聯盟。3月17日台灣棒球史上的第一季職棒聯賽開打，為台灣成立最早的職業棒球聯盟，也是台灣目前唯一的職業棒球聯盟。台灣成為繼日本、韓國之後亞洲第三個擁有職業棒球聯盟的地區。之後於1997年中爆發的球員簽賭、放水打假球事件，導致職棒環境陷入嚴重低潮，及成立的台灣第二個職棒聯盟—台灣職業棒球大聯盟的成立，導致觀眾人數銳減，但在2001年主辦第34屆世界盃棒球賽在當時的業餘選手張誌家（後來曾加盟日本職棒）、旅美選手陳金鋒的帶領下，並奪得第三名後，使台灣棒球的熱潮再現。
2003年1月13日兩職棒聯盟簽署合併協議書，那魯灣公司同意解散台灣大聯盟，並將其所屬的四支球隊精簡為兩支球隊—那魯灣太陽（誠泰COBRAS前身）與第一金剛（Lamigo桃猿前身）。兩職棒聯盟合併後更名為「中華職業棒球大聯盟」。中華職棒（CPBL）目前有六支球團，分別為樂天桃猿、中信兄弟、統一7-ELEVEn獅、富邦悍將、味全龍、台鋼雄鷹。
近年來則有許多球員赴美打拚，目前已有陳金鋒、曹錦輝、王建民、郭泓志、胡金龍、倪福德、羅嘉仁、李振昌、王維中、陳偉殷、林子偉及張育成等人曾經登上美國職棒大聯盟的舞台。
在經過數年的棒球熱潮後，中華職棒的票房在2006年球季呈現大幅衰退，一般認為與王建民掀起台灣球迷收看大聯盟的熱潮，進而體認到台灣職棒競技水準與國外的差距，加上認為中華職棒對自身問題（如成立二軍、球員待遇等）不能反求諸己所致，緊接著兩度在國際賽事敗給中國隊，加上奧運停辦棒、壘球項目，號稱將取代奧運的經典賽又爆出各國利益分配不均的問題，也使二十一世紀的臺灣棒球發展，面臨了前所未有的重大危機。
為了解決低迷的發展情況，政府推出棒球振興計畫，因為計畫的獎勵下陸續有台北市成棒隊、台北縣成棒隊（現名新北市成棒隊）、桃園航空城棒球隊、台中市成棒隊、崇越科技棒球隊（現名為安永鮮物棒球隊）、臺南市成棒隊和台東綺麗珊瑚成棒隊的成立。在計劃的推動下中華職棒的二軍也作出許多的變革，包括增加賽季場次、新增電視轉播。直至2013年，美國職棒好手曼尼的加入，使中華職棒再度掀起熱潮，入場觀戰人數也從低迷時期的1000至2000人恢復到全盛時期的5000至6000人。
2020年因為新型冠狀病毒在全世界的肆虐世界各國的職棒紛紛延期開賽，臺灣防疫優良，而中華職棒成為了全世界唯一開打的職業棒球聯賽，受到全世界媒體的關注。
2021年賽季中華職棒的第五隊味全龍正式加入一軍行列，2022年3月底宣布第六隊台鋼雄鷹加盟，2024將會同時有六支隊伍在一軍出賽。
台灣曾承辦過1962年亞洲棒球錦標賽、1969年亞洲棒球錦標賽、1997年亞洲棒球錦標賽、1997年世界青少棒錦標賽、1999年世界青棒錦標賽、2001年亞洲棒球錦標賽、2001年世界盃棒球賽、2004年世界青棒錦標賽、2006年世界盃女子棒球錦標賽、2006年洲際盃棒球賽、2007年亞洲棒球錦標賽、2009年世界青少棒錦標賽、2010年洲際盃棒球賽、2011年IBAF世界少棒錦標賽、2012年亞洲棒球錦標賽、2019年世界12強棒球賽等國際賽事。
中華成棒隊與中華女子成棒隊目前世界排名為第二名。 於2022年，中華成棒隊於世界棒壘球聯盟舉辦的各級世界盃皆得取前三名，為台灣棒球史新紀錄，亦為國際棒球史上唯一一次，賽事包含U-12、U-15、U-18、U-23和五人制棒球世界盃。

#### 壘球
台灣的壘球發展以女子為主，原本最高層級的賽事為2009年成立全國女子壘球超級聯賽，第8屆賽事因應企業女子壘球聯賽成立停辦，2017年改名為社會甲級女子壘球聯賽。除了兩項賽事之外，還有理事長盃全國壘球錦標賽和協會盃全國壘球錦標賽兩項年度賽事。
企業女子壘球聯賽2016年成立，目前共有福添福嘉南鷹、凱撒勇士、新力旺旺獅、台產鬥犬、新世紀黃蜂等五支球隊參賽。學生賽事為中小學女子壘球聯賽。
台灣曾承辦過1982年世界女子壘球錦標賽和2011年亞洲女子壘球錦標賽。

#### 排球
台灣排球最高層級的賽事為2004年成立的企業排球聯賽。年度重要賽事還有北港媽祖盃、和家盃、華宗盃與永信盃等四大盃賽。

全國學生賽事有國中排球聯賽和高中排球聯賽。

#### 足球
台灣以前最高等級的足球聯賽是企業足球聯賽，2008年共有台電、大同、國訓、富邦、鴻鑫北體、悍創、Molten佐儀、義聯集團8支球隊參加，其中只有台電、大同2隊是半職業化球隊，其餘各隊均以服兵役及學生選手為主，於2008年因賽制改變而停辦。
台灣目前最高等級的足球聯賽是台灣企業甲級足球聯賽。
女子足球則有全國女子甲組足球聯賽，參賽球隊主要為各級校隊和業餘俱樂部。台灣木蘭足球聯賽於2014年4月12日開踢，為台灣女子足球最高層級的賽事，將有新竹FC、臺北SCSC、花蓮縣和台中藍鯨等四支社會球隊參賽。
足球是全世界最普及的運動，歷屆世界盃足球賽的舉辦規模與影響力，均遠遠超過奧林匹克運動會。然而，足球運動在台灣的普及度，卻始終不如棒球、籃球等。70年代前的國家代表隊成員多以徵召香港的選手為主，在亞洲盃足球賽曾經獲得1960年季軍、1968年殿軍。自1970年代开始，港英政府规定不得让香港选手以國家代表隊名义参赛，國家代表隊成員漸漸改以甄選本地選手為主，國際賽成績便大幅滑落。雖自2011年吸納了海外僑民與外籍歸化選手，如：周子軒、陳昌源、殷亞吉、朱恩樂等人。惟世界排名一直下探到191名的低谷，後續則因聘請外籍教練蓋瑞·懷特令排名一度提升至121名。
台灣的女子足球運動發展甚早，女子國家代表隊曾經獲得1977年、1979年、1981年連續3屆亞洲女子足球錦標賽 (女子亞洲盃足球賽前身) 冠軍，也曾在1991年女子世界盃足球賽晉級8強。不過1990年代以後，各國開始重視女子足球，國家代表隊處境便日益艱困，最後一次在亞洲盃女子足球賽獲得名次是1999年的亞軍。
台灣曾承辦過1977年亞洲女子足球錦標賽、2001年亞洲女子足球錦標賽、2004年世界盃五人制足球錦標賽、2011年亞足聯主席盃等國際賽事。

#### 網球

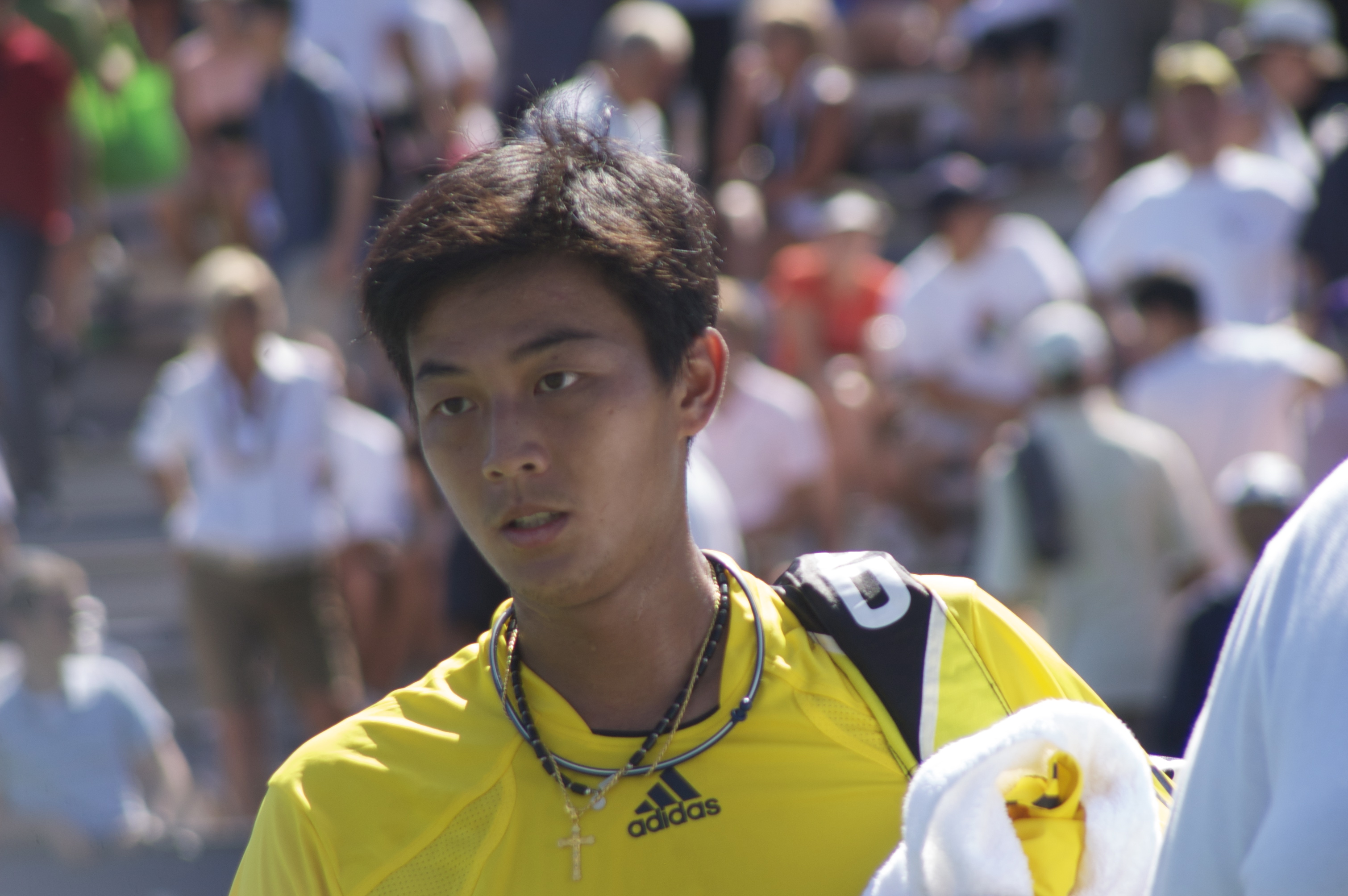
盧彥勳是首位闖進大滿貫前八強的台灣選手

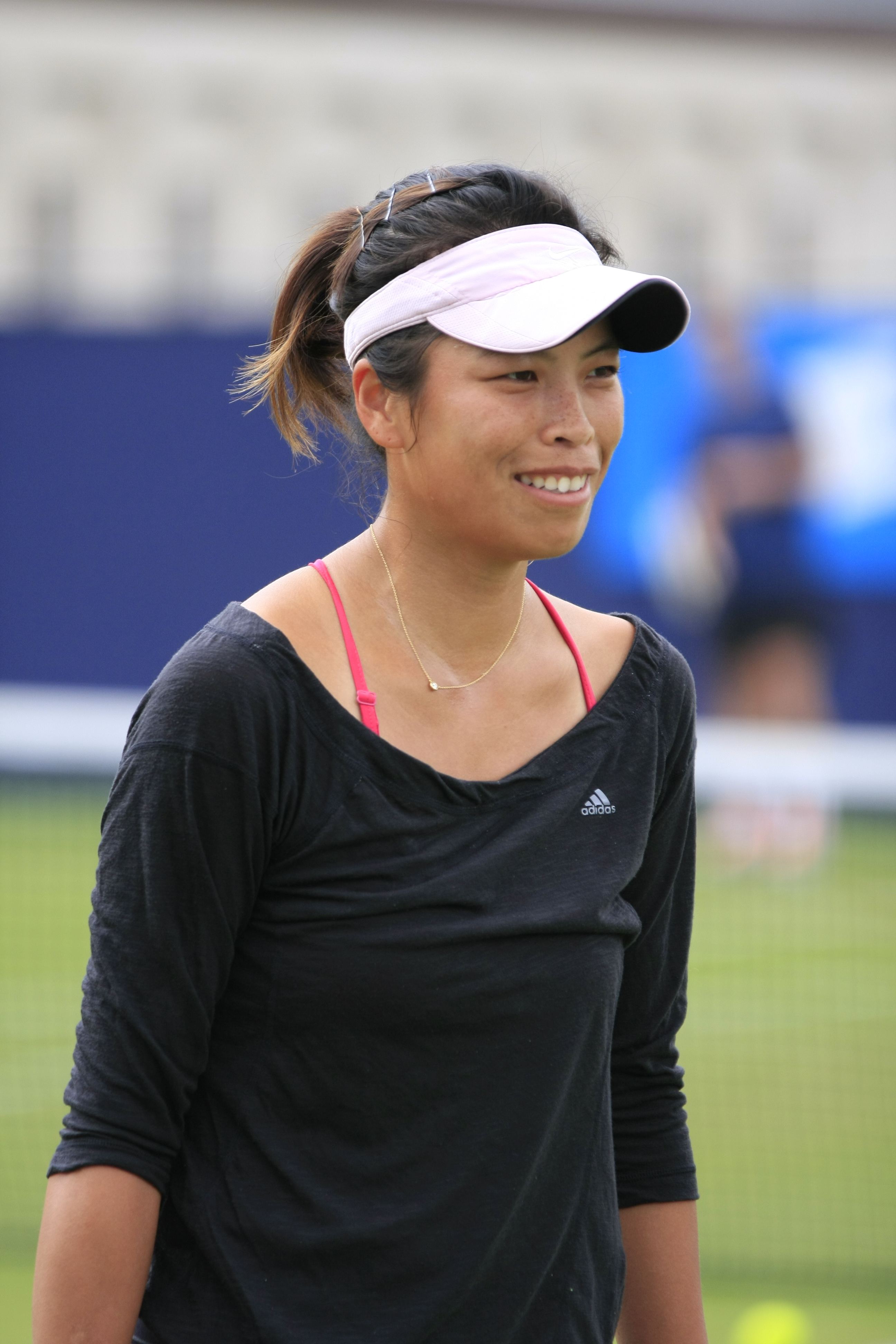
謝淑薇是臺灣第一位世界球后、第一位大滿貫冠軍

目前臺灣所舉辦的最高層級網球賽事為高雄海碩國際男子網球挑戰賽和台北海碩國際女子網球挑戰賽。
單打方面，王思婷在1990年代6度於WTA女單封后，是首位取得單打冠軍的台灣選手，生涯最高排名來到第26位。21世紀以後，盧彥勳在2010年溫布頓網球錦標賽男子單打比賽成為首位達成大滿貫單打八強的臺灣選手，世界排名最高來到第33位；謝淑薇生涯獲得2座WTA單打冠軍，排名最高來到第23位，並在2021年澳洲網球公開賽女子單打比賽成為第二位達成大滿貫單打八強的臺灣選手。
雙打方面，盧彥勳在2005年清奈公開賽取得雙打冠軍，是目前臺灣唯一的ATP冠軍。謝淑薇於2013年溫布頓網球錦標賽女子雙打比賽贏得決賽，成為臺灣第一位大滿貫冠軍，後於2014年法網、2019年溫網、2021年溫網再奪女子雙打冠軍，達成亞洲最多雙打大滿貫冠軍、亞洲第一位大滿貫衛冕冠軍(2020年溫網未舉辦)，並於2014年5月12日首次登上女子雙打世界第一，成為臺灣第一位世界球后。詹詠然在2017年與瑞士前球后瑪蒂娜·辛吉絲搭檔，於2017年美國網球公開賽女子雙打比賽封后，成為首位於美網奪冠的臺灣選手，並在同年10月23日登上WTA女子雙打年終世界排名第一。
| 選手   | 澳洲網球公開賽 | 法國網球公開賽 | 溫布頓網球錦標賽 | 美國網球公開賽 |
| ------ | -------------- | -------------- | ---------------- | -------------- |
| 謝淑薇 | 單打八強       | 雙打冠軍(1)    | 雙打冠軍(3)      |                |
| 盧彥勳 |                |                | 單打八強         |                |
| 詹詠然 | 雙打亞軍       |                |                  | 雙打冠軍(1)    |
| 莊佳容 | 雙打亞軍       |                |                  | 雙打亞軍       |
| 詹皓晴 |                |                | 雙打亞軍         |                |

#### 羽球

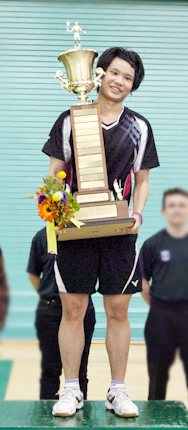
2011年戴資穎獲得美國公開賽冠軍

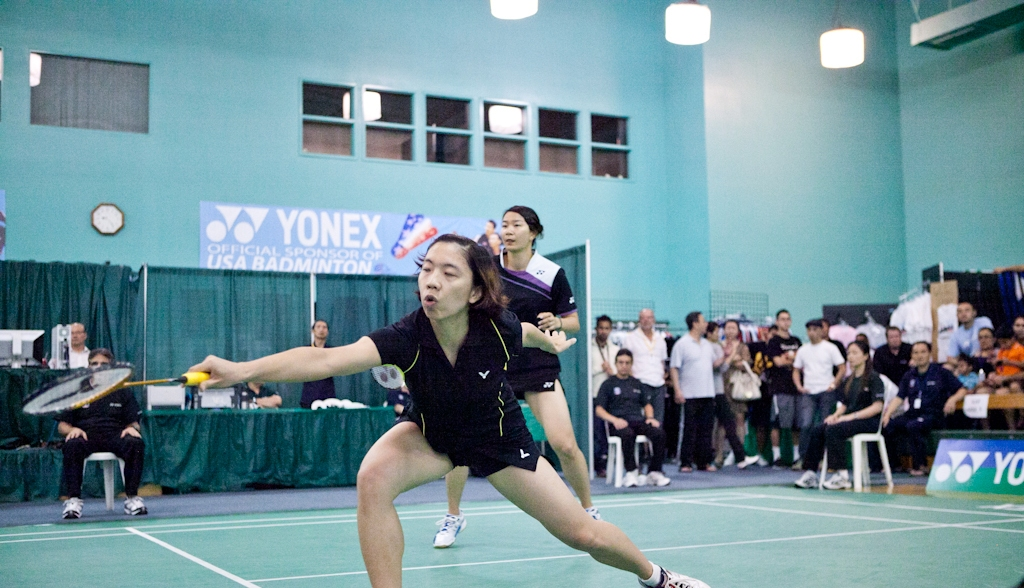
黃金女雙

羽球為台灣近年來在國際賽場上成績最為優異的運動項目之一。最先在國際大賽得名的選手為由印尼轉籍台灣的男子單打選手陳鋒，曾奪得1999年世界羽毛球锦标赛男子單打亞軍，世界排名曾高居第二位。
男子选手部分，有男子單打選手周天成为世界排名最高曾達第二位，為台灣本土最高排名男子單打選手。而男子双打方面代表李洋及其搭档王齐麟最高排名第三位，并获得2020年夏季奥林匹克运动会羽毛球男子双打比赛中获得金牌，该金牌也是中华台北首个奥林匹克羽毛球金牌。
女子選手部分，有「黃金女雙」之稱的程文欣/簡毓瑾為第一組登上世界排名第一的本土選手，單打選手鄭韶婕曾分別於2005年和2011年世界羽毛球錦標賽獲得銅牌與銀牌，女子選手更曾奪得2006年優霸盃世界女子團體錦標賽季軍。另一名選手戴資穎近年來也在國際賽場上打出不俗成績，自2016年在香港公開羽毛球錦標賽四強打敗當時世界第一兼里約奧運金牌選手馬琳，並在決賽擊敗里約奧運銀牌選手辛杜後，讓戴資穎世界排名升上第一，成為台灣首位世界第一的女子單打羽球選手，也締造跨賽季連續贏得六個大賽冠軍的紀錄。
台灣現今除了每年定期舉辦中華台北羽球公開賽，在2015年和2016年時曾舉辦過兩屆中華台北羽球大師賽，以及曾在高雄舉辦過一屆的2010年高雄國際羽球挑戰賽。曾舉辦過的國際大賽有2001年亞洲青少年羽球錦標賽、2011年世界青少年羽球錦標賽和2010年世界羽聯超級系列賽總決賽和2013年亞洲羽球錦標賽。
截至2025年，台灣共有五大球隊，分別是國營的土地銀行羽球隊、合作金庫羽球隊、台灣電力女子羽球隊，及民營的亞柏羽球隊、中租羽球隊。

#### 桌球
桌球，又名乒乓球，台灣至今出現3位世界排名前10名的男子桌球選手，分別是蔣澎龍與莊智淵以及林昀儒曾獲得t2聯賽冠軍，以及2019世界盃銅牌，莊智淵與蔣澎龍世界排名都曾高居第3位，張雁書與蔣澎龍的雙打則曾高居世界首位，另外，林昀儒與鄭怡靜的混雙亦屢獲佳績，並且在東京奧運擊敗法國組合取得銅牌。
女子桌球選手，黃怡樺與陸雲鳳為代表人物，不過大陸出身的陳靜曾經代表台灣贏得1996年亞特蘭大奧運銀牌及2000年夏季奧運銅牌，鄭怡靜亦為台灣的主力，曾連續三年於世界盃比賽奪牌。
台灣曾承辦1994年世界盃男子單打桌球錦標賽和1998年世界盃女子單打桌球錦標賽。
莊智淵和陳建安於2013年5月在法國巴黎進行的世界桌球錦標賽，取得台灣史上第1面金牌。
2014年世界桌球團體錦標賽，中華男子隊獲得第三名，是台灣自1985年參賽以來最佳成績。
台灣目前有三大球隊，分別是民營的國泰人壽女子桌球隊，國營的第一銀行桌球隊和合作金庫桌球隊。

#### 撞球
台灣的花式撞球實力十分堅強，也是極少數台灣體育項目中曾奪得世界第一榮銜的運動之一。
趙豐邦在1993年與1997年兩度成為世界總排名第一，也在1993年及2000年獲得世界9號球錦標賽冠軍。郭柏成在2005年與2010年獲得世界花式撞球錦標賽亞軍。吳珈慶於2005年世界花式撞球錦標賽及世界八號球錦標賽獲得雙料冠軍。楊清順於1990年代至2000年代間多次獲得國際性重要花式撞球比賽的冠軍。
女子選手陳純甄在1999年排名高居世界第一。柳信美在1999年奪得世界錦標賽冠軍，也是首位拿到世錦賽冠軍的亞洲女子選手，2002年再拿下一座世錦賽冠軍。柳信美並在2003年排名世界第一，次年即拿下安麗盃冠軍。2008年林沅君亦拿下女子世錦賽冠軍，2013年奪得女子世錦賽亞軍。周婕妤更是自安麗盃改制以來奪得最多次冠軍的女子選手，分別為2009、2012及2014年。吳芷婷在2014全日本錦標賽中擊敗剛奪下世界冠軍的中國選手劉莎莎而獲得女子組的冠軍頭銜。2015年林沅君再次奪得安麗盃冠軍。周婕妤也拿下2015女子9球世錦賽的季軍。
而近幾年，男子選手張榮麟及張玉龍多次在大賽中獲得極佳的名次，張榮麟甚至在2012年得到世界第一的榮銜，成為繼趙豐邦以來第二位排名世界第一的台灣男子選手，並在2014中國8號球公開賽再次奪得冠軍。2014年張玉龍在短短一個月內，勇奪中國公開賽男子組冠軍、世界男子九號球錦標賽季軍。也在2014全日本錦標賽奪得季軍，同年世界排名高居第一，也成為第三位排名世界第一的台灣男子選手。而柯秉逸及柯秉中兩兄弟亦在國際上各賽事得過許多佳績，柯秉中在2013年青少年世錦賽中奪得冠軍。柯秉逸在2015年囊括了10號球世界錦標賽及9號球世界錦標賽兩大賽的冠軍頭銜，同年世界排名高居第一，成為第四位排名世界第一的台灣男子選手。其弟柯秉中同時也拿下9號球世界錦標賽的季軍，同年世界排名第六。2015年鄭喻軒也拿下美國公開賽的冠軍，成為第一位奪得美國公開賽冠軍的台灣選手，世界排名竄升至第四。
2016年8月，鄭喻軒奪下2016年男子9號球世界錦標賽季軍，排名一度升至世界第一，成為第五位排名世界第一的台灣男子選手。12月，柯秉逸再度排名世界第一、張榮麟、鄭喻軒則位列世界第二及世界第三。女子選手部分則以周婕妤排名世界第二為最佳。

#### 高爾夫球

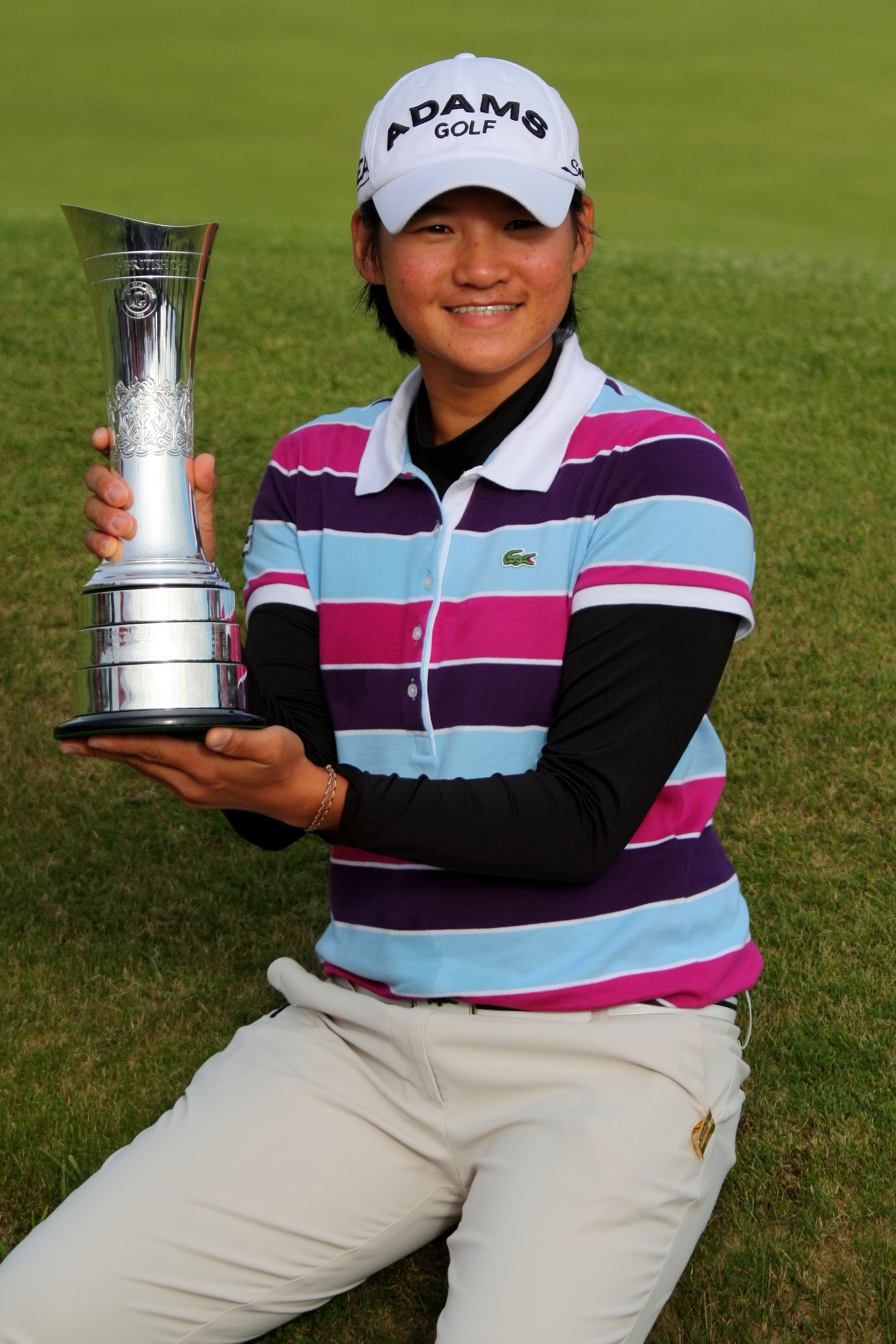
曾雅妮是台灣首位世界球后

台灣高爾夫球的發展起源於日本殖民時期，1919年成立首個高爾夫球俱樂部。呂良煥在1971年於英國高爾夫球公開賽獲得亞軍，也是台灣球員史上最佳的成績。謝敏男和呂良煥也在1972年世界杯高爾夫球賽拿下團體冠軍。塗阿玉曾獲得71座日本女子高爾夫球巡迴賽冠軍，也曾7度成為日本女子高爾夫球巡迴賽獎金王。陳志忠在1987年成為首位獲得美國高爾夫球巡迴賽冠軍的台灣球員，他也在1985年美國高爾夫球公開賽獲得亞軍的佳績，而陳志忠的胞兄陳志明 (運動員)則於兩個月後的美國職業錦標賽獲得第3名。葉偉志在2000年2月舉行的馬來西亞高爾夫球公開賽成為首位獲得歐洲高爾夫球巡迴賽冠軍的亞洲選手。曾雅妮在2008年獲得LPGA錦標賽冠軍，成為台灣第一位在女子美國高爾夫球巡迴賽中贏得大滿貫賽冠軍的高爾夫球選手。她目前也是史上第一位在同一年包辦納貝斯克錦標賽與英國女子公開賽冠軍的球員，史上最年輕贏得4個四大賽的球員。並在2011年2月成為世界球后。龔怡萍也曾經獲得美國女子高爾夫球巡迴賽冠軍，洪沁慧也在美國女子高爾夫球巡迴賽相當活躍。林文堂與林根基也多次在亞洲高爾夫球巡迴賽與日本高爾夫球巡迴賽獲得冠軍。

#### 巧固球
巧固球在台灣雖然知名度不高，但台灣的巧固球實力卻十分堅強，自1980年至今每年都在國際比賽得獎，取得超過26次世界冠軍，堪稱世界第一。國家代表隊曾經獲得1984年、1987年、1989年、1990年、2000年、2005年、2006年世界巧固球錦標賽冠軍，在亞太區巧固球錦標賽曾經獲得2010年冠軍。

#### 橄欖球

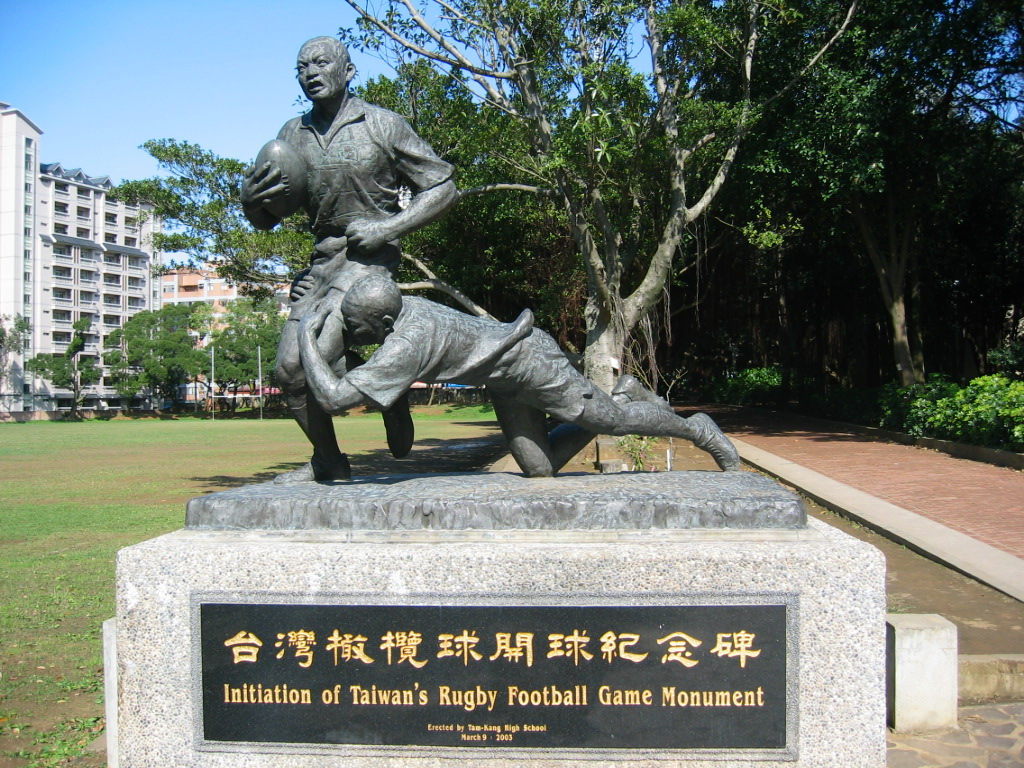
位於淡江中學的台灣橄欖球開球紀念碑

把橄欖球運動引進台灣的是來自日本的松岡正男。他於1913年至台灣總督府服務，同時在台北一中（現在的建國中學）利用課餘時間教學生打橄欖球。1923年，淡水中學（現在的淡江中學）的英文老師陳清忠在該校成立台灣的第一支橄欖球隊。翌年，這支橄欖球隊在台北市擊敗日本人的台北聯合隊。

#### 保齡球
台灣保齡球運動發展甚早，1946年從美國傳入台灣後逐漸風靡台灣。1970年開始台灣保齡球風靡整個亞洲地區，多個選手被聘請為他國教練。但在1973年石油危機後，保齡球風潮式微。1985年，馬英傑與黃雲月在AMF世界杯奪得國家總冠軍。1989年，馬英傑在世界運動會獲得盟主、混雙兩面金牌。1991年，馬英傑在FIQ世界錦標賽獲得男子個人組、男子個人全項金牌。1994年，林漢成在廣島亞運拿下台灣睽違24年金牌，將保齡球運動推向高峰。1998年，中華台北代表隊在亞運獲得6面金牌2面銀牌3面銅牌，是隊史上成績最出色的一屆。
1990年代台灣保齡球風氣十分盛行，許多選手以飛碟球揚名世界，但從2010年開始沒落，2014年韓國仁川亞運還因為國際賽積分不足一度陷入無選手可打的窘境。

### 田徑

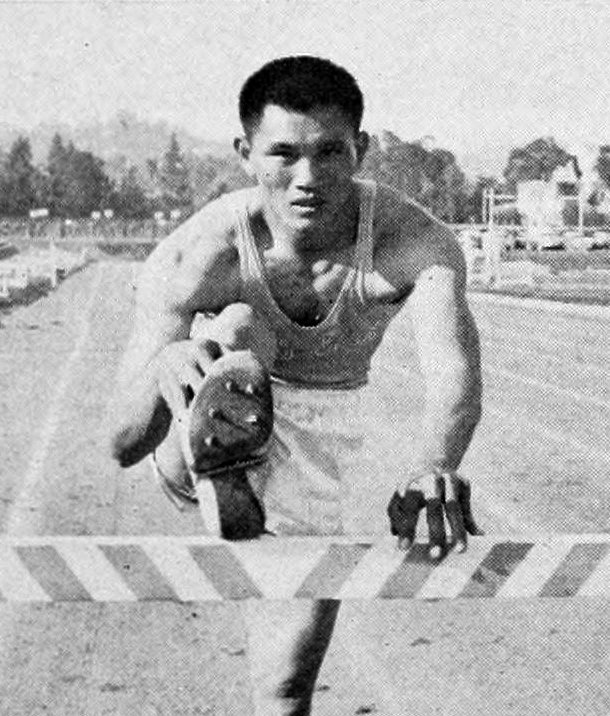
楊傳廣曾獲1960年羅馬奧運會十項全能銀牌

台灣的田徑實力在亞洲並不突出，雖然楊傳廣曾獲1960年羅馬奧運會銀牌，這也是中華民國獲得的第一枚奧運獎牌。他也是十項全能史上打破9000分的紀錄保持者，綽號「亞洲鐵人」。紀政在1968年墨西哥奧運奪得女子80公尺跨欄銅牌，這是中華民國女運動員在奧運會上奪得的第一枚獎牌。國際媒體稱她為「東方飛躍的羚羊」、「黃色的閃電」。紀政有許多次破、平世界紀錄及翻新亞洲、美國、全國及個人紀錄的表現。
在2017年台北世大運田徑比賽中，鄭兆村以91公尺36的成績成為亞洲第一位標槍成績超越90公尺的運動員，並奪下該屆標槍項目金牌。

### 水上运动

#### 游泳
台灣的游泳發展相對其他項目較不顯著，許志傑在2008年夏季奧運會以1分56秒59晉級男子200公尺蝶式準決賽，成為台灣史上首位進入複賽的選手。

### 搏击运动

#### 跆拳道

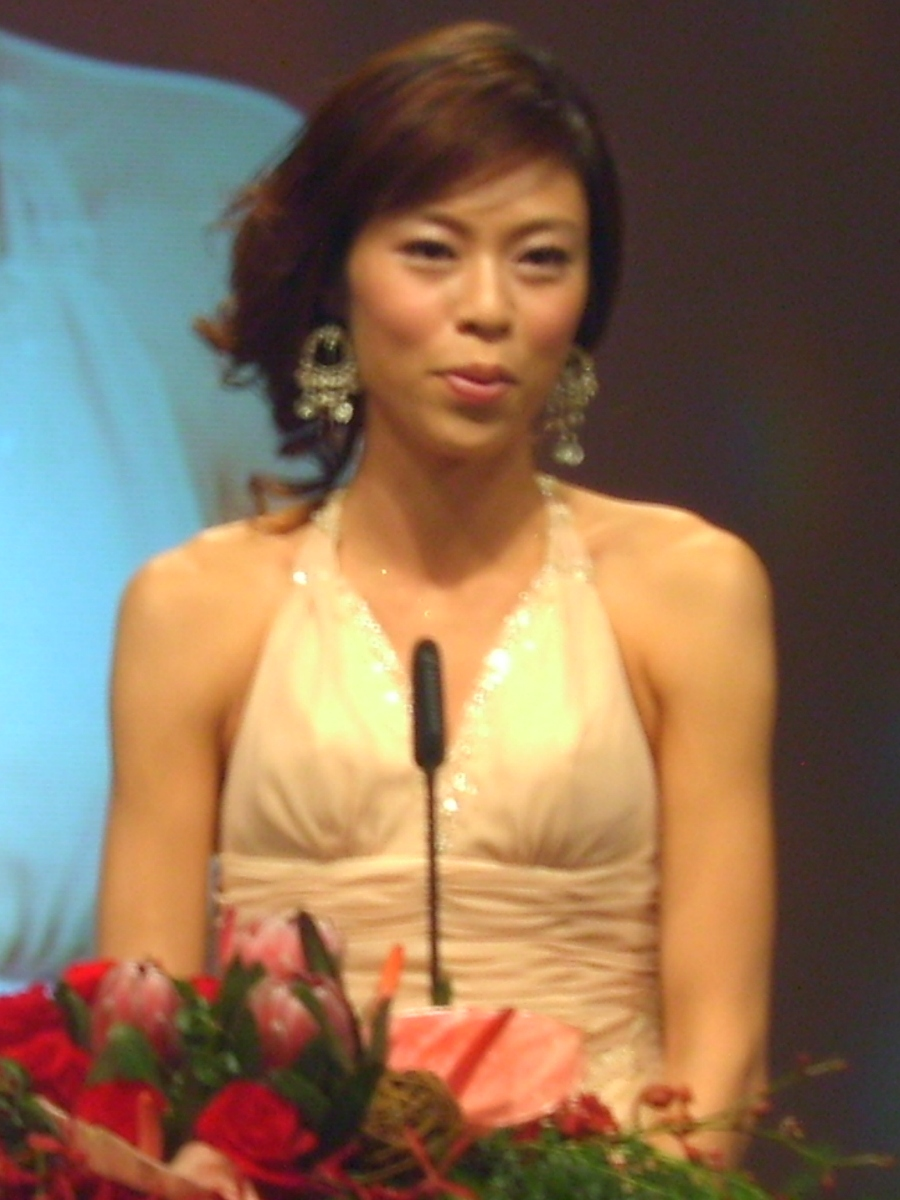
陳詩欣是首位獲得奧運正式項目金牌的台灣選手

台灣跆拳道實力相當出色，孕育出許多國際名將。陳怡安及秦玉芳曾在1988年夏季奧林匹克運動會獲得跆拳道金牌，當時為示範項目。陳怡安、羅月英、童雅琳曾在1992年夏季奧林匹克運動會獲得跆拳道金牌，當時為示範項目。
陳詩欣與朱木炎在2004年雅典奧運分別為台灣奪得2面奧運金牌，黃志雄則分別在雅典奧運男子組第二量級與2000年雪梨奧運男子組第一量級奪得銀牌及銅牌。紀淑如則在雪梨奧運獲得銅牌。宋玉麒與朱木炎則於北京奧運跆拳道男子68公斤級獲得銅牌。曾櫟騁於倫敦奧運跆拳道女子57公斤級獲得銅牌。
| 夏季奧運           | 金牌 | 銀牌 | 銅牌 | 合計 |
| 陳怡安（示範項目） | 2    | 0    | 0    | 2    |
| 秦玉芳（示範項目） | 1    | 0    | 0    | 1    |
| 羅月英（示範項目） | 1    | 0    | 0    | 1    |
| 童雅琳（示範項目） | 1    | 0    | 0    | 1    |
| 朱木炎             | 1    | 0    | 1    | 2    |
| 陳詩欣             | 1    | 0    | 0    | 1    |
| 黃志雄             | 0    | 1    | 1    | 2    |
| 紀淑如             | 0    | 0    | 1    | 1    |
| 宋玉麒             | 0    | 0    | 1    | 1    |
| 曾櫟騁             | 0    | 0    | 1    | 1    |
| 合計               | 2    | 1    | 5    | 8    |

### 舉重
台灣選手曾多次在奧運及亞運獲得獎牌，蔡溫義是首位在奧運獲得獎牌的台灣選手，而陳淑枝、陳瑞蓮、朱南美、吳美儀、陳葦綾、郭羿含、黎鋒英與王信淵都曾獲得許多獎牌。
黎鋒英與郭羿含在2000年夏季奧運分別獲得银牌及銅牌，陳葦綾與盧映錡在2008年夏季奧運獲得銅牌（陳葦綾後來由銅牌遞補為銀牌）。
許淑淨在2012年倫敦奧運女子53公斤組拿下银牌，但由于赵常玲陷入禁药问题，於日後递补为金牌。但2016年里约奥运女子53公斤組举重成功拿到金牌。郭婞淳在2016年夏季奧運拿下女子58公斤級銅牌。2021年參加2020東京奧運拿下女子59公斤級金牌，以破奧運會紀錄的挺舉133公斤，抓舉103公斤，總計236公斤的成績，拿下本屆奧運會首面金牌。
| 夏季奧運 | 金牌 | 銀牌 | 銅牌 | 合計 |
| 許淑淨   | 2    | 0    | 0    | 2    |
| 陳葦綾   | 1    | 0    | 0    | 1    |
| 黎鋒英   | 0    | 1    | 0    | 1    |
| 郭婞淳   | 1    | 0    | 1    | 2    |
| 盧映錡   | 0    | 0    | 1    | 1    |
| 郭羿含   | 0    | 0    | 1    | 1    |
| 蔡溫義   | 0    | 0    | 1    | 1    |
| 合計     | 4    | 1    | 4    | 9    |

### 射擊
台灣的射擊運動發展起步較晚，林怡君是第一位世界級的選手。林怡君曾獲得2002年世界射擊錦標賽雙不定向飛靶個人金牌。2002年獲得國際射擊總會公布年度女子雙不定向飛靶項目個人世界排名第一名，2012獲得國際射擊運動聯盟公布年度女子不定向飛靶項目個人世界排名第四名。

### 射箭
台灣的射箭運動實力在近年來持續進步，曾在2004年雅典奧運獲得男子團體（劉明煌、王正邦、陳詩園）銀牌及女子團體（袁叔琪、吳蕙如、陳麗如）銅牌。雷千瑩、林詩嘉、譚雅婷在2016年夏季奧林匹克運動會獲得女子團體銅牌。

## 外部連結
- （繁體中文）教育部體育署